# Verbandsgemeinde Eisenberg (Pfalz)
La comunità amministrativa di Eisenberg (Pfalz) (Verbandsgemeinde Eisenberg (Pfalz)) si trova nel circondario del Donnersberg nella Renania-Palatinato, in Germania.

## Comuni
Fanno parte della comunità amministrativa i seguenti comuni:
| Comune, città                      | Sup. (km²) | Abitanti |
| ---------------------------------- | ---------- | -------- |
| Eisenberg (Pfalz), città           | 18,73      | 9 313    |
| Kerzenheim                         | 17,88      | 2 124    |
| Ramsen                             | 27,08      | 1 844    |
| Verbandsgemeinde Eisenberg (Pfalz) | 63,69      | 13 281   |

(Abitanti al 31 dicembre 2021)